# Banderilla
Banderilla là một đô thị thuộc bang Veracruz, México. Năm 2005, dân số của đô thị này là 19170 người.